# Rochl Broches
Rochl Broches (auch Rachel Broches, Rokhl Brokhes etc.; geboren 23. Septemberjul. / 5. Oktober 1880greg. in Minsk, Russisches Kaiserreich; ermordet 1942 im Ghetto Minsk) war eine jiddische Schriftstellerin.

## Leben
Ihr Vater Wolf Broches war ein gebildeter Mann, der literarische Texte in hebräischer Sprache verfasste, sie jedoch nicht veröffentlichte.
Rochel Broches unterrichtete später Handarbeiten in einer Mädchenschule in Minsk.
1899 wurde erstmals eine Erzählung von ihr in der jiddischen Zeitschrift Der Jud in Krakau veröffentlicht, weitere dann in Der Fraind in St. Petersburg, Tsukunft und im Forverts in New York.
Über ihr Leben gibt es nur wenige Informationen. Nach 1914 lebte sie mit ihrem Mann und ihren Kindern in einem Dorf in der Nähe von Saratow. 1920 kehrten sie nach Minsk zurück.
1942 wurde sie im dortigen Ghetto ermordet.

## Schriftstellerisches Wirken
Rokhl Brokhes gehörte zu den ersten Frauen, von denen literarische Texte in jiddischen Zeitungen veröffentlicht wurden. Sie verfasste insgesamt über 200 Erzählungen sowie einige Theaterstücke. Sie beschrieb meist Schicksale von jungen Frauen und Mädchen mit ihren Schwierigkeiten, sich in ihrer Umgebung zu behaupten, so im Gegensatz zwischen jüdischer Tradition und Moderne, oder von Töchtern unverheirateter Mütter, deren Zukunft in Armut und Ausgegrenztsein vorgezeichnet war.
Einzelne Texte von ihr wurden ins Englische, ins Französische und ins Deutsche übersetzt. Es gibt eine verfilmte Erzählung mit englischen Untertiteln.